# Huanuni
Huanuni ist eine Mittelstadt im Departamento Oruro im südamerikanischen Andenstaat Bolivien.

## Lage im Nahraum
Die Stadt Huanuni ist der Verwaltungssitz der Provinz Pantaleón Dalence und der zentrale Ort des Municipios Huanuni und liegt auf einer Höhe von 3957 m am Río Huanuni.

## Geographie
Huanuni liegt auf dem bolivianischen Altiplano am Westrand der Cordillera Azanaques, einem Teilabschnitt der Cordillera Central. Die Region weist ein ausgeprägtes Tageszeitenklima auf, die durchschnittliche Temperaturschwankung im Tagesverlauf fällt deutlicher aus als im Verlauf der Jahreszeiten.
Die Jahresdurchschnittstemperatur der Region liegt bei knapp 9 °C, die Monatswerte schwanken zwischen 4 °C im Juni/Juli und 11 °C von November bis März (siehe Klimadiagramm Huanuni). Der Jahresniederschlag beträgt nur niedrige 350 mm, von April bis Oktober herrscht eine ausgeprägte Trockenzeit mit Monatswerten von unter 10 mm, nur von Dezember bis März fallen nennenswerte Monatsniederschläge zwischen 55 und 85 mm.

## Verkehrsnetz
Huanuni liegt in einer Entfernung von 49 Straßenkilometern südöstlich von Oruro, der Hauptstadt des gleichnamigen Departamentos.
Von Oruro führt die asphaltierte Nationalstraße Ruta 1 in südlicher Richtung 30 Kilometer nach Machacamarca. Dort zweigt die ebenfalls asphaltierte Ruta 6 in südöstlicher Richtung ab und erreicht nach weiteren 22 Kilometern Huanuni. Die Ruta 6 führt als unbefestigte Landstraße weiter nach Osten über Llallagua und Uncía nach Sucre.

## Wirtschaft
Seit dem 28. Mai 2004 ist Huanuni die Zinnhauptstadt Boliviens. Hier liegt am und um den Berg Posokoni die größte Zinnmine Südamerikas, in der 5 Prozent des weltweit geförderten Zinns abgebaut werden, monatlich 400–500 Tonnen. Für die Minen von Huanuni wurde bereits im Jahr 1919 ein Achtstundentag durchgesetzt, im Jahr 1944 die Gründung einer Minenarbeiter-Stiftung.
Nach dem Zusammenbruch des internationalen Zinnmarktes in den 1980er Jahren war die staatliche Bergbaugesellschaft COMIBOL (Corporación Minera de Bolivia) gezwungen, landesweit zahlreiche Minen zu schließen und 30.000 Bergarbeiter zu entlassen, darunter auch in Huanuni. Während viele der Mineros auf eigene Faust oder in kleinen Kooperativen weiterarbeiteten, vergab die bolivianische Regierung die Schürfrechte in Huanuni später an das britische Unternehmen Allied Deals (später: RBG Resources), das im Jahr 2005 in Konkurs ging. Danach fiel die Mine auf Grund der geltenden Gesetzgebung wieder an den bolivianischen Staat zurück.
In den zwei Jahrzehnten vor 2005 hatten sich die Minero-Kooperativen jedoch in die Aktien der britischen Eigner eingekauft, möglicherweise um die Huanuni-Mine für umgerechnet anderthalb Millionen US-Dollar privatwirtschaftlich zu übernehmen. Die bolivianische Regierung unter Evo Morales hielt diese Aktienpakete jedoch für illegal, da schon die Privatisierung der Mine unter dem Diktator Hugo Banzer und seinem gewählten Nachfolger Jorge Quiroga Ramírez nicht verfassungsgemäß gewesen sei. Im Oktober 2006 entlud sich der Konflikt zwischen den Kleinaktienbesitzern und den staatlich angestellten Minenarbeitern in einem bewaffneten Konflikt mit mehr als zehn Todesopfern. Als Folge der Auseinandersetzung entließ Staatschef Evo Morales den Bergbauminister seiner Regierung, Walter Villaroel, ebenso wie den Leiter des staatlichen Minenunternehmens Comibol.

## Bevölkerung
Die Einwohnerzahl der Stadt Huanuni ist nach einem Rückgang in den 1970er und 1980er Jahren in den vergangenen zwei Jahrzehnten wieder auf den alten Wert angestiegen:
| Jahr | Einwohner | Quelle       |
| ---- | --------- | ------------ |
| 1976 | 17.292    | Volkszählung |
| 1992 | 14.083    | Volkszählung |
| 2001 | 15.106    | Volkszählung |
| 2012 | 20.336    | Volkszählung |
| 2024 |           | Volkszählung |

Die Region ist gekennzeichnet durch einen hohen Anteil indigener Bevölkerung, in der Provinz Pantaleón Dalence sprechen 69,8 Prozent der Einwohner Quechua.